# Wellington Luiz
Wellington Luiz de Souza Silva (Brasília, 23 de novembro de 1966) é um policial civil e político brasileiro. Está em seu terceiro mandato como Deputado Distrital do Distrito Federal e é o atual presidente da Câmara Legislativa do Distrito Federal.

## Biografia
Filho de nordestinos, Luiz foi aprovado no concurso público para policial civil, presidindo durante doze anos o Sindicato dos Policiais Civis do Distrito Federal (Sinpol). Posteriormente se aposentou como policial civil.
Filiado ao Partido Social Cristão (PSC), Luiz foi eleito em 2010 deputado distrital para seu primeiro mandato, com 10.333 votos. Em 2011, teve seu mandato cassado pelo Tribunal Regional Eleitoral, por captação ilícita de recursos durante a campanha. No mesmo ano, o Tribunal Superior Eleitoral reverteu a decisão da instância inferior, mantendo-o no cargo.
Após migrar para o Movimento Democrático Brasileiro (MDB), Luiz foi reeleito no pleito de 2014 com 10.330 votos. Dentre os eleitos, foi a terceira menor votação daquela eleição. No biênio de 2017 a 2018, foi vice-presidente da Câmara Legislativa, escolhido para a função após derrotar o colega Ricardo Vale na votação interna realizada.
Luiz concorreu à reeleição em 2018, mas não logrou êxito, obtendo 11.663 votos. Em novembro de 2018, foi indicado pelo governador eleito Ibaneis Rocha para a presidência do Metrô do Distrito Federal. No entanto, após recomendação do Ministério Público, foi designado para a presidência da Companhia de Desenvolvimento Habitacional do Distrito Federal (Codhab).
Em 2019, Luiz foi absolvido pelo Tribunal de Justiça do Distrito Federal e dos Territórios da acusação de peculato, em ação movida pelo Ministério Público em 2014, que lhe imputava a utilização irregular de dinheiro público para patrocinar a viagem de um time de futebol.